# Фурукава, Сюнтаро
Сюнтаро Фурукава (яп. 古川 俊太郎 Фурукава Сюнтаро, род. 10 января 1972, Токио) — японский бизнесмен и шестой руководитель компании Nintendo, производящей видеоигры. Занял пост президента компании в июне 2018 года, сменив Тацуми Кимисиму.

## Ранние годы
Сюнтаро Фурукава родился в Токио 10 января 1972 года в семье иллюстратора Таку Фурукавы. В детстве часто играл в игры на консоли Nintendo Famicom. Фурукава окончил старшую школу города Кунитати, а позже, в 1994 году, завершил обучение в Школе политических наук и экономики Университета Васэда.

## Карьера
В 1994 году Фурукава устроился в Nintendo и в течение десяти лет работал бухгалтером в европейской штаб-квартире. К середине 2010-х годов он получил повышение в корпоративный офис, получив должность в исполнительном департаменте отдела глобального маркетинга. Также он стал внешним директором частично принадлежащей Nintendo The Pokémon Company.
В 2015 году он был повышен до генерального директора департамента корпоративного планирования. В июне 2016 года, в связи с некоторой реструктуризацией компании, он вошёл в совет директоров Nintendo в качестве управляющего директора отдела корпоративного анализа и администрирования. Фурукава свободно владеет английским языком, поэтому участвовал в разработке и руководил выпуском Nintendo Switch. 28 июня 2018 года он сменил Тацуми Кимисиму на посту президента компании, став шестым президентом в истории Nintendo.